# مارینا نیولووا
مارینا نیولووا (روسی: Марина Неёлова؛ زادهٔ ۸ ژانویهٔ ۱۹۴۷) بازیگر اهل روسیه است.
از فیلم‌هایی که وی در آن‌ها نقش داشته است، می‌توان به فردا، در سوم آوریل… اشاره نمود.
وی همچنین برندهٔ جوایزی همچون هنرمند مردمی جمهوری شوروی فدراتیو سوسیالیستی روسیه، آرایشگر سیبری و نشان دوستی شده‌است.